# Fleshlight
Fleshlight reprezintă o linie de jucării sexuale pentru bărbați. Fleshlight este confectionată si vândută de Interactive Life Forms(ILF) și este distribuită și în România. Fleshlight este denumită după materialul asemănător pielii(Flesh) folosit pentru interiorul dispozitivului și după carcasa de plastic care înconjoară acest material, carcasă care arată ca o lanternă (Flashlight) supradimensionata. Interiorul dispozitivului dispune de diferite orificii care imită cu succes vaginul, anusul sau gura dar și alte forme. Fiecare interior vă oferă posibilitatea de a vă alege culoarea și textura interioară a materialului.
Fleshlight a fost conceput de fostul ofițer de poliție(și membru al trupelor SWAT) Steven A. Shubin care a fost forțat la abstinență cât timp soția lui trecea printr-o sarcină cu multe complicații. În 1998, i-a fost recunoscută invenția sub numele de “dispozitiv pentru colectarea discretă a spermei” 

## Material
Fleshlight este confecționat din polimeri medicinali. Materialul interior nu este confecționat din latex, plastic sau silicon. Materialul este un gel elastomeric care este format dintr-un mix de 90-94% din masă ulei plasticizat si 5-9% din masă copolimeri. 
Datorită compoziției chimice, trebuie folosit doar cu lubrifianți pe bază de apă, deoarece lubrifianții pe bază de ulei sau sapunul vor deteriora materialul pentru totdeauna.

## Produse recente
Apariția „fetelor Fleshlight” a adus un plus de vânzări pentru comercianții acestor produse. Fleshlight girls creeaza mulajele vaginelor, anusurilor si/sau a gurii unor diferite modele sau vedete porno. Printe cele mai cunoscute fete Fleshlight se numară Tera Patrick, Paris, Jenna Haze si multe altele. 